# Robert Ellery
Robert Lewis John Ellery (* 14. Juli 1827 in Cranleigh, Surrey; † 14. Januar 1908 in Melbourne) war englischer Astronom.
Ellery studierte Medizin, um das Gewerbe seines Vaters als Chirurg weiterzuführen. 1851 ging er wegen der Aussicht auf große Goldfunde nach Australien und arbeitete dort wohl für kurze Zeit als praktizierender Arzt in der Nähe von Melbourne. Als die Regierung von Victoria beschloss, in Williamstown eine Sternwarte zu errichten, vertraute sie 1853 die Leitung Ellery an, der während seiner Studienzeit in Cambridge von Freunden die Praxis der Sternbeobachtung gelernt hatte.
Das Observatorium begann als kleines Häuschen mit wenigen Instrumenten, wurde aber 1854 durch einige Geräte erweitert und 1862 nach Melbourne verlegt. Da die zu leistenden Arbeiten überschaubar waren, wirkte Ellery im Nebenberuf als Aufseher im Marinedepot. 1858 begann er seine geodätische Aufnahme von Victoria, die erst 1874 abgeschlossen werden konnte. 1858 gründete die Regierung eine zweite Sternwarte bei Flaggstaff Hill, West Melbourne, deren Leitung der deutsche Astronom Georg von Neumayer übernahm.
Robert Ellery war einer der Gründer der Royal Society of Victoria und zwischen 1856 und 1884 deren Präsident. Auch war er viele Jahre lang Mitglied des Rates der Universität Melbourne. 1873 wurde er zum Mitglied der Royal Society in London und im Jahr 1881 zum Mitglied der Deutschen Akademie der Naturforscher Leopoldina gewählt. 1889 erhielt er die Clarke-Medaille der Royal Society of New South Wales. Robert Ellery ging 1895 in Pension.
Nach ihm ist der Mount Ellery in der Antarktis benannt.
Unter seiner Leitung erschienen acht Bände astronomischer und 28 Bände meteorologischer Beobachtungen der Melbourner Sternwarte und zwei sehr wertvolle Sternkataloge.